# Lotta Engberg
Lotta Engberg, all'anagrafe Anna Charlotte Engberg Pedersen (Överkalix, 5 marzo 1963), è una cantante svedese.

## Biografia
Ha partecipato sia allo svedese Melodifestivalen che al norvegese Melodi Grand Prix ed all'Eurovision Song Contest del 1987 a Bruxelles con la canzone scritta da Christer Lundh e Mikael Wendt, intitolata Boogaloo, classificatasi 12ª con 50 punti. Dal 2004 conduce su TV4 Lotta på Liseberg, un programma televisivo musicale nel parco a tema di Liseberg, sito nella città svedese di Göteborg, dove tutti i lunedì d'estate ospita popolari cantanti svedesi e intrattiene il pubblico presente con spettacoli e karaoke.

## Discografia

### Album
- Fyra Bugg & en Coca Cola - 1987
- Fyra Bugg & en Coca Cola och andra hits - 2003
- Kvinna & man (Lotta Engberg & Jarl Carlsson) - 2005
- världens bästa lotta - 2006
- Jul hos mig - 2009
- Lotta & Christer (2012, Lotta Engberg & Christer Sjögren)
- Lotta på Liseberg - 2016